# Song Shilun
Song Shilun (Liling, 10 settembre 1907 – Shanghai, 17 settembre 1991) è stato un generale cinese dell'Esercito Popolare di Liberazione. Si laureò all'Accademia militare di Whampoa e partecipò alla Lunga marcia. Morì a Shanghai il 17 settembre 1991.

## Guerra di Corea
Durante la Guerra di Corea, il generale Song Shilun comandò il 9º gruppo d'armate dell'Esercito Popolare di Liberazione. Le sue armate combatterono contro il 31º Reggimento di combattimento dell'Esercito statunitense e la 1ª divisione dei Marines durante la Battaglia del bacino di Chosin tra il novembre e il dicembre del 1950.

## Protesta di piazza Tienanmen del 1989
Durante la Protesta di piazza Tienanmen del 1989, Song Shilun si unì all'ex ministro della difesa cinese Zhang Aiping e ad altri cinque generali ritirati nell'opposizione alla legge marziale forzata imposta dall'Esercito Popolare di Liberazione.
(Lettera di Ye Fei, Zhang Aiping, Xiao Ke, Yang Dezhi, Chen Zaidao, Song Shilun e di Li Jukui del 21 maggio 1989 rivolta al quartier generale del comando della legge marziale della capitale della Commissione militare centrale)